# 山口珠李
山口 珠李（やまぐち しゅり、1998年9月2日 - ）は、日本の元女子バレーボール選手である。

## 来歴
埼玉県行田市出身。「高身長がコンプレックスにならないように」と小学2年次からバレーボールを始めた。下北沢成徳高等学校に進学した当時はセンタープレーヤーとして、インターハイ優勝、春高二連覇に貢献。2017年の春高では優秀選手賞を獲得した。
一方、2014年には全日本ユース代表となり、タイのナコンラチャシマで開催された第10回アジアユース選手権に優勝。翌年の世界ユース選手権にも出場した。2016年からはジュニア代表となり、7月のアジアジュニア選手権で準優勝。翌2017年7月に開催された第19回世界ジュニア選手権でも銅メダル獲得に貢献した。
2017年3月、V・チャレンジリーグIの上尾メディックス（現・埼玉上尾メディックス）に内定。上尾入団後はセンターからアウトサイドヒッターに転向した。11月25日の久光製薬戦に第1セット途中から出場して13得点（アタック11点、サービスエース2点）をあげてVプレミアリーグデビューを果たした。
2017年7月13日、メキシコのベラクルス州コルドバおよびボカ・デル・リオで開催される第19回世界ジュニア女子選手権大会（U-20）に出場する全日本女子ジュニアチームに選出された。
2021-22シーズンをもって現役引退。

## 球歴
- 全日本ユース代表 - 2014-2015年
  - アジアユース選手権 2014年（優勝）
  - 世界ユース選手権 2015年（9位）
- 全日本ジュニア代表 - 2016-2017年
  - アジアジュニア選手権 2016年（準優勝）
  - 世界ジュニア選手権 2017年（3位）

## 所属チーム
- 熊谷むさし
- 久喜市立鷲宮東中学校
- 下北沢成徳高等学校（2014-2017年）
- 上尾メディックス/埼玉上尾メディックス（2017-2022年）

## 受賞歴
- 2016年 - 平成28年度全国高等学校総合体育大会バレーボール競技大会 優秀選手賞
- 2017年 - 第69回全日本バレーボール高等学校選手権大会 優秀選手賞

## 個人成績
V.LEAGUEの個人成績は下記の通り（ファイナルステージ、VCup含む）。
| 大会            | チーム          | 出場     | 出場        | アタック | アタック | アタック | アタック | バックアタック | バックアタック | バックアタック | バックアタック | アタック 決定本数 | ブロック | ブロック       | サーブ | サーブ         | サーブ   | サーブ | サーブ | サーブ   | サーブレシーブ | サーブレシーブ | サーブレシーブ | サーブレシーブ | 総得点      | 総得点      | 総得点   | 総得点      |
| --------------- | --------------- | -------- | ----------- | -------- | -------- | -------- | -------- | -------------- | -------------- | -------------- | -------------- | ----------------- | -------- | -------------- | ------ | -------------- | -------- | ------ | ------ | -------- | -------------- | -------------- | -------------- | -------------- | ----------- | ----------- | -------- | ----------- |
| 大会            | チーム          | 試 合 数 | セ ッ ト 数 | 打 数    | 得 点    | 失 点    | 決 定 率 | 打 数          | 得 点          | 失 点          | 決 定 率       | セ ッ ト 平 均    | 得 点    | セ ッ ト 平 均 | 打 数  | ノ 丨 タ ッ チ | エ 丨 ス | 失 点  | 効 果  | 効 果 率 | 受 数          | 成 功 ・ 優    | 成 功 ・ 良    | 成 功 率       | ア タ ッ ク | ブ ロ ッ ク | サ 丨 ブ | 得 点 合 計 |
| V1 2017-18      | 埼玉上尾        | 13       | 32          | 126      | 49       | 8        | 38.9     | 4              | 3              | 0              | 75.0           | 1.53              | 1        | 0.03           | 91     | 1              | 4        | 10     | 28     | 10.4     | 198            | 48             | 54             | 37.9           | 49          | 1           | 5        | 55          |
| V1 2018-19      | 埼玉上尾        | 26       | 42          | 134      | 44       | 10       | 32.8     | 5              | 0              | 1              | 0.0            | 1.05              | 5        | 0.12           | 38     | 0              | 1        | 1      | 12     | 9.9      | 18             | 7              | 3              | 47.2           | 44          | 5           | 1        | 50          |
| V1 2019-20      | 埼玉上尾        | 26       | 27          | 60       | 25       | 3        | 41.7     | 3              | 0              | 0              | 0.0            | 0.93              | 3        | 0.11           | 10     | 0              | 2        | 0      | 2      | 25.0     | 4              | 2              | 0              | 50.0           | 25          | 3           | 2        | 30          |
| V1 2020-21      | 埼玉上尾        | 28       | 26          | 74       | 30       | 5        | 40.5     | 3              | 0              | 1              | 0.0            | 1.15              | 3        | 0.12           | 51     | 1              | 1        | 5      | 12     | 7.4      | 1              | 0              | 1              | 50.0           | 30          | 3           | 2        | 35          |
| V1 2021-22      | 埼玉上尾        | 33       | 42          | 216      | 92       | 15       | 42.6     | 23             | 6              | 3              | 26.1           | 2.19              | 6        | 0.14           | 83     | 1              | 2        | 6      | 17     | 6.9      | 4              | 1              | 2              | 50.0           | 92          | 6           | 3        | 101         |
| 通算：5シーズン | 通算：5シーズン | 126      | 169         | 610      | 240      | 41       | 39.3     | 38             | 9              | 5              | 23.7           | 1.42              | 18       | 0.11           | 273    | 3              | 10       | 22     | 71     | 9.2      | 225            | 58             | 60             | 39.1           | 240         | 18          | 13       | 271         |